# Mainamati

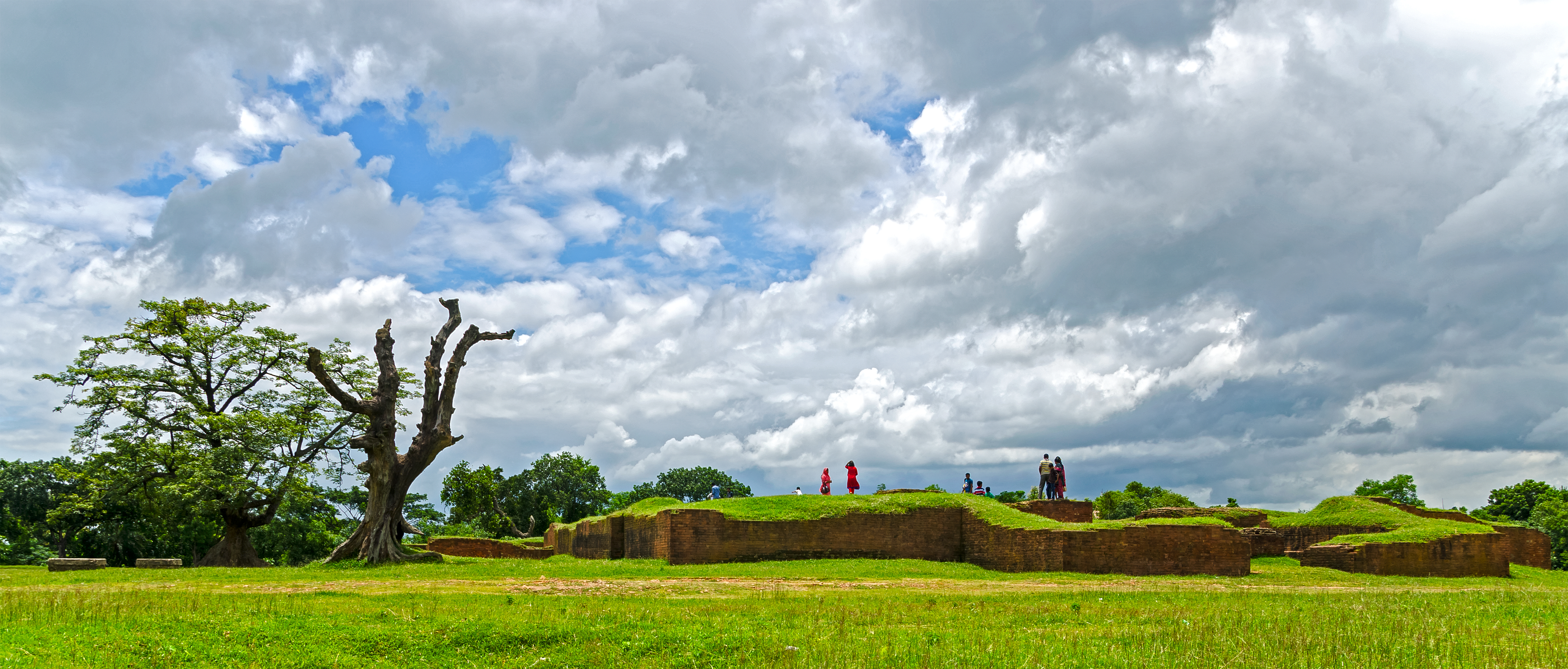
Maynamati Ranir Kuthir. Ruinen des Palasts der Königin Mainamati.

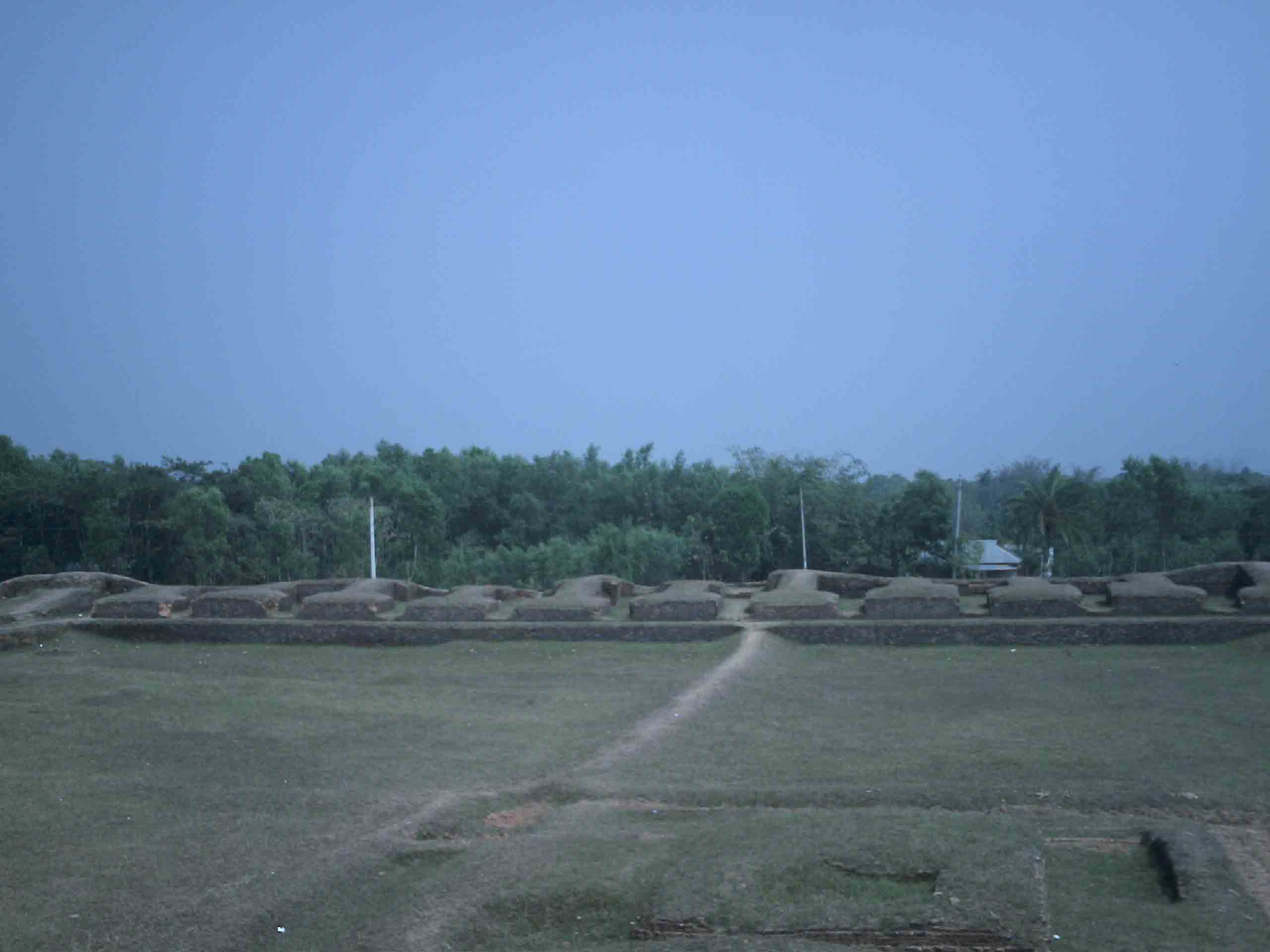
Shalban Bihar

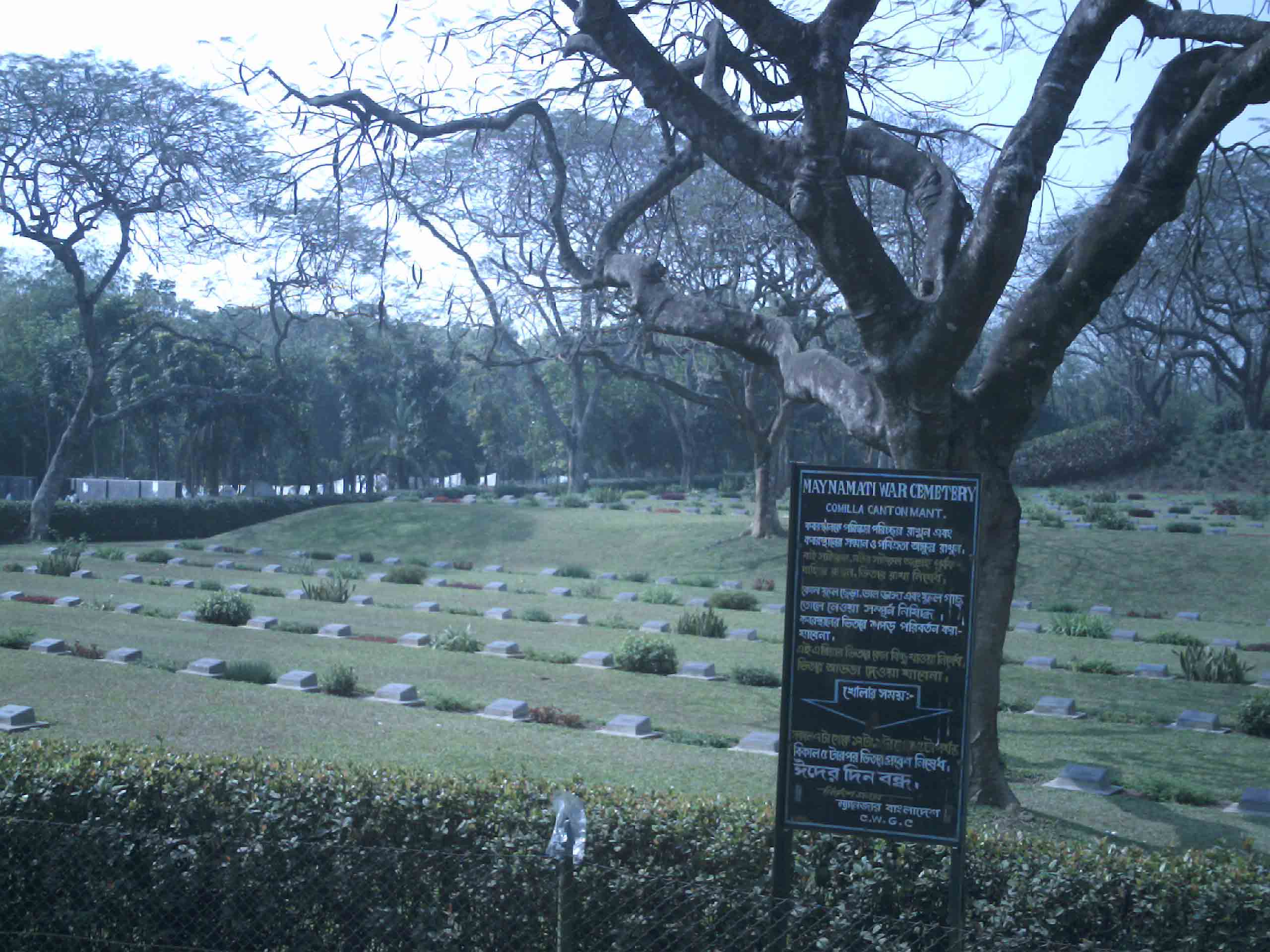
Mainamati War Cemetery

Mainamoti (bengalisch ময়নামতি Maẏanāmati, Moinamoti) ist eine isolierte, niedrige Hügelkette mit zerstreut liegenden Hügeln und übersät mit mehr als 50 antiken buddhistischen Vihara (Siedlungen), die aus dem 8. bis 12. Jahrhundert stammen, einige davon gehören zu den bedeutendsten buddhistischen archäologischen Objekten der Region. Das Gebiet war Teil der antiken Division Tripura von Bengalen. Die Hügelkette erstreckt sich durch das Zentrum des heutigen Distrikts Kumilla in Bangladesch. Mainamati liegt ca. 13 km entfernt von der Stadt Kumilla. Kumilla Cantonment ist eine nahegelegene Militärsiedlung mit einem schön angelegten Friedhof (Mainamati War Cemetery) aus der Kolonialzeit. Mainamati ist benannt nach der gleichnamigen Königin aus der Chandra-Dynastie, der Mutter von Govindachandra.

## Buddhistische Monumente
- Shalban Vihara: Die bedeutendste buddhistische Stätte im Mainamati-Gebiet ist das Shalban Vihara, zentral in der Mainamati-Lalmai-Kette gelegen. Es besteht aus 115 Zellen, welche um einen geräumigen Hof herum angelegt sind mit einem kreuzförmigen Tempel im Zentrum, welcher dem einzigen Torgebäude im Norden gegenüberliegt. Die Anlage erinnert an die Anlage Somapura Mahavihara. Es ist eindeutig, dass es sich um ein Vihara oder ein Bildungszentrum mit Wohnzellen handelt.
- Kutila Mura: Die Anlage auf einem abgeflachten Hügel liegt ca. 5 km nördlich des Shalban Vihara innerhalb des Kumilla Cantonment. In der Anlage finden sich drei Stupas, welche die buddhistische „Trinität“ (Drei Juwelen), Buddha, Dharma und Sangha repräsentieren.
- Charpatra Mura: Die Anlage ist ein isoliert stehender kleiner, länglicher Schrein ca. 2,5 km nordwestlich der Kutila Mura Stupas. Der einzige Zugang zu dem Schrein ist durch ein Tor im Osten, welches in eine geräumige Halle führt. Dort sind mehrere Altäre aufgestellt.
- Ananda Rajer Badi
- Mainamati Ranir Badi: Das Mainamati Site Museum beim Shalban Vihara zeigt eine Sammlung von Artefakten aus den buddhistischen Stätten. Das Museum hat eine reiche Sammlung von Kupferplatten, Gold- und Silbermünzen und 86 Bronzeobjekten. Mehr als 150 Bronzestatuen wurden aus den Zellen geborgen, sowie Bronze-Stupas, Steinskulpturen und hunderte Terracotta-Plaketten mit Abmessungen von 23 cm mal 20 bis 30 cm.